# Tổng giáo phận Huế
Tổng giáo phận Huế (tiếng Latin: Archidioecesis Hueensis) là một tổng giáo phận của Giáo hội Công giáo Rôma ở miền trung Việt Nam.
Tính đến năm 2019, Tổng Giáo phận Huế có diện tích 9.773 km² (tương ứng phía nam tỉnh Quảng Trị, và thành phố Huế), với 63.070 giáo dân (3.29% dân số), 182 linh mục và 85 giáo xứ.
Cai quản Tổng giáo phận hiện nay là Tổng giám mục đô thành Giuse Đặng Đức Ngân (từ năm 2025).

## Lược sử hình thành

### Huế thuộc Hạt Đại diện Tông tòa Đàng Trong (1659-1844)
Giáo hoàng Alexanđê VII (1655-1667) ban Sắc chỉ Apostolatus Officium, ký ngày 29 tháng 7 năm 1658 bổ nhiệm linh mục François Pallu làm Giám mục hiệu tòa Heliopolis và linh mục Pierre Lambert de la Motte làm Giám mục hiệu tòa Berythe, đều là Giám mục "trong phần đất dân ngoại" ở Việt Nam - Đại Việt.
Hơn một năm sau, ngày 9 tháng 9 năm 1659, Giáo hoàng Alexandre VII lại công bố Sắc chỉ Super Cathedram phân chia "phần đất dân ngoại" ở Việt Nam - Đại Việt rõ ràng: Giám mục Pallu coi sóc giáo phận Đàng Ngoài và Giám mục Lambert coi sóc giáo phận Đàng Trong.

### Huế thuộc Hạt Đại diện Tông tòa Đông Đàng Trong (Quy Nhơn) (1844-1850)
Giám mục Taberd, vị Giám mục chính thứ 10 Giáo phận Đàng Trong qua đời năm 1840 và Giám mục Etienne-Théodore Cuénot kế nhiệm triệu tập Hội nghị Gò Thị tháng 10 năm 1841 chuẩn bị cho việc xin Tòa Thánh chia tách và thành lập 2 giáo phận mới.
Đến tháng 9 năm 1844, Tòa Thánh đã quyết định thành lập hai Hạt Đại diện Tông Tòa mới: Hạt Đại diện Tông Tòa Tây Đàng Trong và Hạt Đại diện Tông Tòa Đông Đàng Trong.

### Hạt Đại diện Tông tòa Bắc Đàng Trong (1850)
Năm 1850, Tòa Thánh lại chia Đàng Trong thành bốn Hạt Đại diện Tông tòa: Đông Đàng Trong (Quy Nhơn) vẫn do Giám mục Cuénot Thể coi sóc; Tây Đàng Trong (Sài Gòn) do Giám mục Lefèbvre đảm trách; Nam Đàng Trong (Nam Vang) do Giám mục Michel điều hành; Bắc Đàng Trong (Huế) do Giám mục Pellerin cai quản.
Ngày 28 tháng 8 năm 1850, Giáo hoàng Piô IX ban hành Sắc chỉ Postulat Apostolici, Hồng y A. Picchiani thừa lệnh ký tên, đóng dấu ấn Ngư phủ, chấp thuận thành lập giáo phận mới có danh xưng là Bắc Đàng Trong (Giáo phận Huế) với diện tích khoảng 12.227 km2. Ranh giới phía Đông là biển Đông. Phía Tây là biên giới Việt-Lào. Phía Bắc là dòng sông Gianh - Nguồn Son, có huyện địa đầu Bố Trạch. Phía Nam từ Thiên hạ đệ nhất hùng quan của đèo Hải Vân trở ra, thuộc huyện Phú Lộc, phủ Thừa Thiên. Nhân sự gồm có 2 thừa sai Pháp Jean Paul Galy và Joseph Sohier, 12 linh mục người Việt, 2 chủng viện Di Loan và Kẻ Sen, 6 tu viện Mến Thánh Giá Nhu Lý, Di Loan, Dương Sơn, Phủ Cam, Kẻ Bàng, Mỹ Hương, 24.000 giáo dân. Tháng 12 năm 1856, Giám mục François-Marie Pellerin rời Huế vào Đà Nẵng và lên tàu La Capricieuse của Hải quân Pháp đi Hương Cảng rồi đi Pháp. Tháng 11 năm 1860, giám mục này đi Penang và bàn giao công việc điều hành Hạt đại diện Tông Tòa trong tay Giám mục phó Joseph-Hyacinthe Sohier (tấn phong giám mục ngày 17 tháng 8 năm 1851 tại Di Loan).

### Hạt Đại diện Tông tòa Huế (1924)
Năm 1924, Hạt Đại diện Tông tòa Huế có 44 thừa sai, 83 linh mục, 35 sư huynh, 500 nữ tu, 68.000 giáo dân.
Năm 1925, Giáo hoàng Piô XI lập Tòa Khâm Sứ Đông Dương. Vị khâm sứ đầu tiên là Giám mục Constantino Ajuti, người Ý, được bổ nhiệm ngày 25 tháng 5 năm 1925. Quan Thượng thư Nguyễn Hữu Bài đã đề nghị và giúp đỡ xây cất Tòa Khâm Sứ tại Huế, cạnh nhà thờ chính tòa Phủ Cam và khánh thành năm 1925. Năm 1951, Tòa Khâm Sứ được dời ra Hà Nội. Hiện nay, tòa nhà ở Huế là trụ sở của cộng đoàn Mến Thánh Giá Huế.
Năm 1941, Công đồng Đông Dương đã họp tại Toà khâm mạng Phủ Cam, Giáo phận Huế lớn mạnh với số giáo dân 74.904 người, 25 thừa sai Paris, 102 linh mục người Việt Nam.
Năm 1950, Hạt Đại diện Tông Tòa Huế kỷ niệm 100 năm thành lập Địa phận, số giáo dân là 78.500.

### Tổng giáo phận Huế (1960)
Ngày 24 tháng 11 năm 1960, Giáo hoàng Gioan XXIII ra Tông Thư "Venerabilium Nostrorum" thiết lập Hàng Giáo phẩm Công giáo Việt Nam với 3 Giáo tỉnh: Hà Nội, Huế và Sài Gòn. Ngày 8 tháng 12 năm 1960, tông thư này chính thức công bố tại Việt Nam. Cùng với việc nâng cấp Hạt Đại diện Tông Tòa Huế thành Tổng giáo phận, Giáo hoàng còn ra quyết định bổ nhiệm Giám mục Hạt Đại diện Tông tòa Vĩnh Long Phêrô Martinô Ngô Đình Thục làm Tổng Giám mục đô thành Tiên khởi, Trưởng giáo tỉnh Huế. Tính đến năm 1962, Tổng Giáo phận Huế có 162 linh mục (112 linh mục triều, 50 linh mục dòng) và 100.225 tín hữu. Số giáo xứ có linh mục là 85 và giáo họ không có linh mục là 264.
Sau khi Tổng giám mục Ngô Đình Thục không thể trở về Việt Nam, Tòa Thánh bổ nhiệm Giám mục Giáo phận Cần Thơ Philípphê Nguyễn Kim Điền với hàm Tổng giám mục, Giám quản Tông Tòa Tổng giáo phận Huế, từ năm 1964. Năm 1968, Tòa Thánh chính thức bổ nhiệm Tổng giám mục Điền làm Tổng giám mục Tổng giáo phận Huế. Năm 1975, Tổng giám mục Điền tấn phong chức giám mục Stêphanô Nguyễn Như Thể làm Tổng giám mục phó. Tổng giám mục phó đảm nhận chức vụ đến năm 1983 thì xin từ nhiệm. Năm 1984, có thông tin cho rằng Tổng giám mục Nguyễn Kim Điền tấn phong giám mục phụ tá Giacôbê Lê Văn Mẫn, nhưng việc tấn phong này chưa được thông báo lên Tòa Thánh.
Với sự qua đời của Tổng giám mục Nguyễn Kim Điền năm 1988, Tòa Thánh bổ nhiệm Hồng y Giuse Maria Trịnh Văn Căn, Tổng giám mục Hà Nội làm Giám quản Tông Tòa. Hồng y Căn qua đời năm 1990, do đó, từ năm 1990 đến năm 1994, Tổng giáo phận Huế được đặt dưới sự quản lý của Giám quản Giáo phận Lê Văn Mẫn. Năm 1994, nguyên Tổng giám mục phó Nguyễn Như Thể được Tòa Thánh cử làm Giám quản Tông Tòa và chính thức được đặt làm Tổng giám mục Tổng giáo phận vào năm 1998. Dưới thời Tổng giám mục Stêphanô Nguyễn Như Thể, Tổng giáo phận Huế còn có giám mục phụ tá Phanxicô Xaviê Lê Văn Hồng, từ năm 2005.
Tháng 5 năm 2006, khu vực Nam Quảng Bình phần hữu ngạn sông Gianh – sông Son được chuyển giao cho Giáo phận Vinh quản lý, hiện nay khu vực này thuộc Giáo phận Hà Tĩnh từ năm 2018. Địa giới của Tổng giáo phận Huế chỉ còn trong hai tỉnh Quảng Trị và Thừa Thiên Huế cho đến ngày nay.
Năm 2012, Tòa Thánh đồng thuận cho Tổng giám mục Nguyễn Như Thể hồi hưu, và chọn giám mục phụ tá Lê Văn Hồng làm Tổng giám mục Huế. Ông đảm nhận chức vụ này cho đến năm 2016, khi Tòa Thánh chấp thuận đơn từ nhiệm của Tổng giám mục Hồng và bổ nhiệm giám mục giáo phận Thanh Hóa Giuse Nguyễn Chí Linh làm Tổng giám mục kế nhiệm. Tháng 9 năm 2023, Tòa Thánh bổ nhiệm Giám mục chính tòa Đà Nẵng Giuse Đặng Đức Ngân làm Tổng giám mục phó Tổng giáo phận Huế kiêm nhiệm Giám quản Tông tòa Giáo phận Đà Nẵng. Ông đã chính thức kế nhiệm Tổng giám mục Huế vào cuối tháng 5 năm 2025.

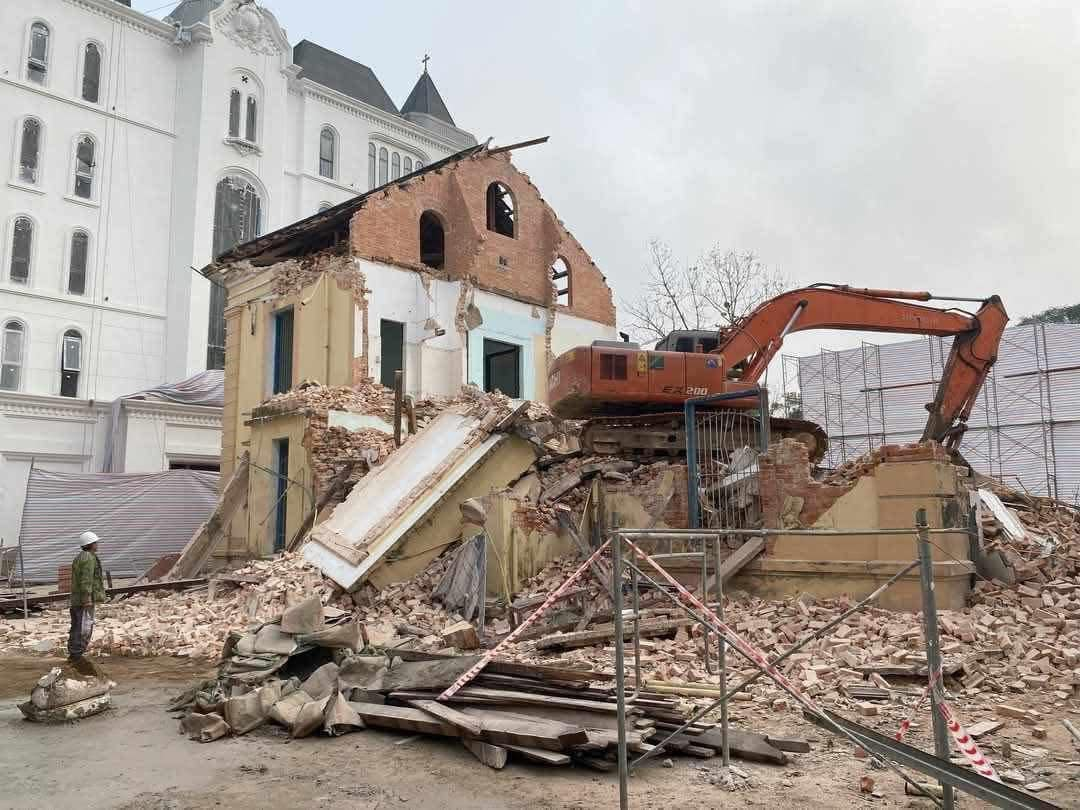
Tòa Tổng giám mục Huế cũ (nằm phía trước Nhà Chung TGP Huế) đang được phá dỡ vào tháng 3 năm 2025. Tòa TGM này được xây dựng vào năm 1909 dưới thời Đức Giám mục Eugène-Marie Allys vốn là nơi điều hành các sinh hoạt trong giáo phận.

## Các danh địa trong tổng giáo phận

### Nhà thờ chính tòa và Tòa Tổng giám mục
Nhà thờ chính tòa Phủ Cam, tên chính thức là Nhà thờ Trái tim Cực sạch Đức Mẹ là nhà thờ chính tòa của Tổng Giáo phận.

### Thánh địa hành hương
- Vương cung thánh đường Đức Mẹ La Vang

### Các nhà thờ và tu viện lớn
- Nhà thờ Dòng Chúa Cứu Thế, Huế
- Dòng Thánh Tâm Chúa Giêsu TGP Huế
- Đan Viện Thiên An Huế
- Cộng đoàn sư huynh Lasan
- Dòng con Đức Mẹ đi viếng
- Dòng thánh Phaolô
- Dòng con Đức Mẹ Vô Nhiễm
- Dòng nữ Cát Minh
- Dòng Mến Thánh Giá Huế

## Các giáo hạt và giáo xứ
Địa giới giáo phận: phía bắc giáp giáo phận Hà Tĩnh, phía nam giáp giáo phận Đà Nẵng, phía đông giáp biển Đông, phía tây giáp Hạt Đại diện Tông tòa Savannakhet (Lào), phía tây nam giáp Hạt Đại diện Tông tòa Pakse (Lào).
Tổng giáo phận Huế có 5 giáo hạt, 99 giáo xứ.

### Huế
- Giáo hạt Thành phố Huế (gồm 19 giáo xứ phần lớn nằm ở các xã phường trung tâm thành phố Huế và các vùng lân cận trung tâm ở phía bắc và phía nam thành phố)

1. Giáo xứ An Vân - phường Hương An
2. Giáo xứ Bến Ngự - 67 Phan Đình Phùng, phường Thuận Hoá
3. Giáo xứ Bình Điền - xã Bình Điền
4. Giáo xứ Buồng Tằm - phường Phú Bài
5. Giáo xứ Đá Hàn - phường Kim Long
6. Giáo xứ Đốc Sơ - phường Hương An
7. Giáo xứ Đức Mẹ Hằng Cứu Giúp (Dòng Chúa Cứu Thế) - 142 Nguyễn Huệ, phường Thuận Hóa
8. Giáo xứ Gia Hội - 10 Tô Hiến Thành, phường Phú Xuân
9. Giáo xứ Kim Long - phường Kim Long
10. Giáo xứ Nguyệt Biều - phường Thủy Xuân
11. Giáo xứ Phanxicô - 41 Nguyễn Tri Phương, phường Thuận Hoá
12. Giáo xứ Phủ Cam - 1 Đoàn Hữu Trung, phường Thuận Hoá
13. Giáo xứ Phú Hậu - Đường Hoàng Văn Lịch, phường Phú Xuân
14. Giáo xứ Phường Đúc - 321 Bùi Thị Xuân, phường Thuận Hoá
15. Giáo xứ Sơn Thủy - xã A Lưới 3
16. Giáo xứ Tân Thủy - phường Vĩ Dạ
17. Giáo xứ Tây Linh - 139 Thái Phiên, phường Phú Xuân
18. Giáo xứ Tây Lộc - 146 Nguyễn Trãi, phường Phú Xuân
19. Giáo xứ Thiên An - phường Thủy Xuân

- Hạt Hương Phú (phường Phú Bài, phường Hương Thủy, phường Mỹ Thượng, xã Phú Vang, phường Dương Nỗ, một phần ở phường Thuận An)

1. Giáo xứ An Truyền - phường Mỹ Thượng
2. Giáo xứ Cự Lại - phường Thuận An
3. Giáo xứ Diêm Tụ - xã Phú Vang
4. Giáo xứ Dương Mong - xã Phú Vang
5. Giáo xứ Hòa An - phường Dương Nỗ
6. Giáo xứ Lại Ân - phường Dương Nỗ
7. Giáo xứ Lương Văn - phường Hương Thủy
8. Giáo xứ Mậu Tài - phường Dương Nỗ
9. Giáo xứ Phù Lương - phường Phú Bài
10. Giáo xứ Quy Lai - phường Dương Nỗ
11. Giáo xứ Tân Mỹ - phường Thuận An
12. Giáo xứ Thần Phù - phường Hương Thủy
13. Giáo xứ Tiên Nộn - phường Dương Nỗ
14. Giáo xứ Vĩnh Lại - phường Dương Nỗ

- Hạt Hương Quảng Phong (xã Đan Điền, xã Quảng Điền, phường Phong Quảng, phường Phong Phú, phường Phong Thái, phường Phong Dinh, phường Hương Trà, phường Kim Trà và một phần phường Hóa Châu)

1. Giáo xứ Đại Lược - phường Phong Phú, thành phố Huế
2. Giáo xứ Đại Phú - phường Phong Phú, thành phố Huế
3. Giáo xứ Đông Lâm - xã Đan Điền, thành phố Huế
4. Giáo xứ Dương Sơn - phường Kim Trà, thành phố Huế
5. Giáo xứ Hải Nhuận - phường Phong Quảng, thành phố Huế
6. Giáo xứ Hương Lâm - phường Phong Phú, thành phố Huế
7. Giáo xứ Kim Đôi - phường Hóa Châu, thành phố Huế
8. Giáo xứ Linh Thủy - phường Phong Quảng, thành phố Huế
9. Giáo xứ Lương Mai - phường Phong Dinh, thành phố Huế
10. Giáo xứ Nhất Đông - phường Phong Phú, thành phố Huế
11. Giáo xứ Nhất Tây - phường Phong Phú, thành phố Huế
12. Giáo xứ Phú Xuân - phường Phong Dinh, thành phố Huế
13. Giáo xứ Sơn Công - phường Hương Trà, thành phố Huế
14. Giáo xứ Sơn Quả - phường Phong Thái, thành phố Huế
15. Giáo xứ Thạch Bình - xã Quảng Điền, thành phố Huế
16. Giáo xứ Thành Công - phường Phong Quảng, thành phố Huế
17. Giáo xứ Thanh Tân - phường Phong Thái, thành phố Huế
18. Giáo xứ Triều Sơn Nam - phường Hóa Châu, thành phố Huế

- Hạt Hải Vân (xã Phú Vinh, xã Chân Mây - Lăng Cô, xã Khe Tre, xã Phú Lộc, xã Vinh Lộc, xã Lộc An và một phần xã Phú Vang, phường Mỹ Thượng)

1. Giáo xứ An Bằng - Xã Phú Vinh, thành phố Huế
2. Giáo xứ Cầu Hai - xã Phú Lộc, thành phố Huế
3. Giáo xứ Chánh Xuân - xã Phú Lộc, thành phố Huế
4. Giáo xứ Hà Thanh - xã Phú Vinh, thành phố Huế
5. Giáo xứ Hà Úc - Xã Phú Vinh, thành phố Huế
6. Giáo xứ Hói Dừa - xã Chân Mây - Lăng Cô, thành phố Huế
7. Giáo xứ Hòa Đa - xã Phú Vang, thành phố Huế
8. Giáo xứ Hương Phú - xã Khe Tre, thành phố Huế
9. Giáo xứ Lăng Cô - xã Chân Mây - Lăng Cô, thành phố Huế
10. Giáo xứ Loan Lý - xã Chân Mây - Lăng Cô, thành phố Huế
11. Giáo xứ Nam Phổ - phường Mỹ Thượng, thành phố Huế
12. Giáo xứ Nước Ngọt - xã Chân Mây - Lăng Cô, thành phố Huế
13. Giáo xứ Phú Xuyên - xã Chân Mây - Lăng Cô, thành phố Huế
14. Giáo xứ Phước Hưng - xã Chân Mây - Lăng Cô, thành phố Huế
15. Giáo xứ Phước Tượng - xã Phú Lộc, thành phố Huế
16. Giáo xứ Phường Tây - xã Vinh Lộc, thành phố Huế
17. Giáo xứ Thừa Lưu - xã Chân Mây - Lăng Cô, thành phố Huế
18. Giáo xứ Thủy Yên - xã Chân Mây - Lăng Cô, thành phố Huế
19. Giáo xứ Truồi - xã Lộc An, thành phố Huế
20. Giáo xứ Vinh Hòa - Xã Vinh Lộc, thành phố Huế
21. Giáo xứ Xuân Thiên - xã Phú Vinh, thành phố Huế

### Quảng Trị
- Hạt Quảng Trị (phía nam địa giới tỉnh Quảng Trị)

1. Giáo xứ An Đôn - phường Quảng Trị, tỉnh Quảng Trị
2. Giáo xứ An Lộng - xã Triệu Bình, tỉnh Quảng Trị
3. Giáo xứ Bắc Cửa Việt - xã Cửa Việt, tỉnh Quảng Trị
4. Giáo xứ Bố Liêu - xã Triệu Bình, tỉnh Quảng Trị
5. Giáo xứ Cảng Mỹ Chánh - Xã Nam Hải Lăng, tỉnh Quảng Trị
6. Giáo xứ Cây Đa - Xã Diên Sanh, tỉnh Quảng Trị
7. Giáo xứ Đại Lộc - Xã Triệu Bình, tỉnh Quảng Trị
8. Giáo xứ Diên Sanh - Xã Diên Sanh, tỉnh Quảng Trị
9. Giáo xứ Đồng Giám - Xã Triệu Bình, tỉnh Quảng Trị
10. Giáo xứ Đông Hà - 205 Lý Thường Kiệt, phường Nam Đông Hà, tỉnh Quảng Trị
11. Giáo xứ Dương Lệ Đông - Xã Triệu Bình, tỉnh Quảng Trị
12. Giáo xứ Hội Điền - Xã Nam Hải Lăng, tỉnh Quảng Trị
13. Giáo xứ Kẻ Văn - Xã Nam Hải Lăng, tỉnh Quảng Trị
14. Giáo xứ Khe Sanh - Xã Khe Sanh, tỉnh Quảng Trị
15. Giáo xứ Kim Giao - Xã Mỹ Thủy, tỉnh Quảng Trị
16. Giáo xứ La Vang - Xã Hải Lăng, tỉnh Quảng Trị
17. Giáo xứ Mỹ Chánh - Xã Nam Hải Lăng, tỉnh Quảng Trị
18. Giáo xứ Mỹ Lộc - Xã Triệu Bình, tỉnh Quảng Trị
19. Giáo xứ Nam Tây - Xã Cồn Tiền, tỉnh Quảng Trị
20. Giáo xứ Ngô Xá - Xã Triệu Cơ, tỉnh Quảng Trị
21. Giáo xứ Phan Xá - Xã Triệu Bình, tỉnh Quảng Trị
22. Giáo xứ Phước Môn - phường Quảng Trị, tỉnh Quảng Trị
23. Giáo xứ Phước Tuyền - Xã Cam Lộ, tỉnh Quảng Trị
24. Giáo xứ Tân Lương - Xã Nam Hải Lăng, tỉnh Quảng Trị
25. Giáo xứ Thạch Hãn - Phường Quảng Trị, tỉnh Quảng Trị
26. Giáo xứ Thuận Nhơn - Xã Vĩnh Định, tỉnh Quảng Trị
27. Giáo xứ Trí Bưu - phường Quảng Trị, tỉnh Quảng Trị

## Các đời giám mục quản nhiệm
| STT                                  | Tên                                          | Thời gian quản nhiệm                 | Ghi chú |
| Hạt Đại diện Tông tòa Bắc Đàng Trong | Hạt Đại diện Tông tòa Bắc Đàng Trong         | Hạt Đại diện Tông tòa Bắc Đàng Trong | Hạt Đại diện Tông tòa Bắc Đàng Trong |
| ------------------------------------ | -------------------------------------------- | ------------------------------------ | --- |
| 1 †                                  | François-Marie Pellerin Phan                 | 1850-1862                            | |
| 2 †                                  | Joseph-Hyacinthe Sohier Bình                 | 1850-1876                            | |
| 3 †                                  | Martin-Jean Pontvianne Phong                 | 1877-1879                            | |
| 4 †                                  | Marie-Antoine Caspar Lộc                     | 1880-1907                            | |
| 5 †                                  | Eugène-Marie Allys Lý                        | 1908-1924                            | |
| Hạt Đại diện Tông tòa Huế            |                                              |                                      | |
| 5 †                                  | Eugène-Marie Allys Lý                        | 1924-1931                            | |
| 6 †                                  | Alexandre Paul Marie Chabanon Giáo           | 1930-1936                            | |
| 7 †                                  | François Arsène Jean Marie Eugène Lemasle Lễ | 1937-1946                            | |
| 8 †                                  | Jean-Baptiste Urrutia Thi                    | 1948-1960                            | |
| Tổng Giáo phận Huế                   |                                              |                                      | |
| 9 †                                  | Phêrô Máctinô Ngô Đình Thục                  | 1960-1968                            | |
| 10 †                                 | Philípphê Nguyễn Kim Điền                    | 1964-1968 1968-1988                  | |
| 11 †                                 | Stêphanô Nguyễn Như Thể                      | phó 1975-1983                        | Tổng giám mục phó |
| 12 †                                 | Giuse Maria Trịnh Văn Căn                    | 1988-1990                            | Hồng y, Giám quản Tông tòa |
| 13 †                                 | Giacôbê Lê Văn Mẫn                           | 1990-1994                            | Thực tế điều hành Tổng giáo phận từ năm 1988, chính thức được công nhận là Giám quản Tổng giáo phận từ năm 1990 với tư cách được công bố là Linh mục Tổng Đại diện |
| (11) †                               | Stêphanô Nguyễn Như Thể                      | 1994-1998 1998-2012                  | Giám quản Tông tòa Tổng giám mục |
| 14                                   | Phanxicô Xaviê Lê Văn Hồng                   | 2005-2012 2012-2016                  | |
| 15                                   | Giuse Nguyễn Chí Linh                        | 2016-2025                            | |
| 16                                   | Giuse Đặng Đức Ngân                          | phó 2023-2025 2025-nay               | |

Ghi chú:
- : Hồng y
- : Tổng giám mục
- phó: Tổng giám mục phó
- : Giám mục phụ tá hoặc Đại diện tông tòa
- : Giám quản tông tòa

## Các giám mục có gốc từ Tổng giáo phận Huế
Theo Cẩm nang Năm Thánh 2020 do Tổng giáo phận Huế phát hành, những giám mục người Việt Nam sau đây có nguồn gốc từ Tổng giáo phận Huế:
- Giám mục Đa Minh Maria Hồ Ngọc Cẩn, xuất thân từ Ba Châu.
- Tổng giám mục Phêrô Máctinô Ngô Đình Thục, xuất thân từ Đại Phong, Quảng Bình.
- Giám mục Tađêô Lê Hữu Từ, xuất thân từ Di Loan.
- Giám mục Simon Hòa Nguyễn Văn Hiền, xuất thân Nhu Lý.
- Hồng y Phanxicô Xaviê Nguyễn Văn Thuận, xuất thân từ Phủ Cam.
- Giám mục Alexis Phạm Văn Lộc, xuất thân từ Kẻ Hạc, Quảng Bình.
- Tổng giám mục Stêphanô Nguyễn Như Thể, xuất thân từ Nho Lâm.
- Hồng y Phêrô Nguyễn Văn Nhơn, xuất thân từ An Truyền.
- Tổng giám mục Phaolô Bùi Văn Đọc, xuất thân từ An Lộng.
- Tổng giám mục Phanxicô Xaviê Lê Văn Hồng, xuất thân từ Trí Bưu.
- Giám mục Giuse Võ Đức Minh, xuất thân từ Mỹ Đức, Quảng Bình.
- Giám mục Phêrô Nguyễn Văn Đệ, xuất thân từ Thạch Hãn.